# Mad Heads
Mad Heads — украинская музыкальная группа, которая исполняет песни в стиле рокабилли. Группа была образована в Киеве в декабре 1991 года. В 2004 году Mad Heads была преобразована в группу Mad Heads XL» исполняющую песни в стиле ска-панк.

## История Mad Heads
В конце 1991 года студент сварочного факультета Киевского политехнического института Вадим Красноокий образовал первую на Украине группу , играющую в стиле нео-рокабилли, или сайкобилли.
Первый дебютный альбом под названием Psycholulа был выпущен в 1996 году в Германии под лейблом звукозаписывающей студии Crazy Love Records. На тот момент коллектив был известен на Украине, его часто показывали по телевидению, песни можно было часто услышать по радио, о нём писали в газетах и журналах. Группа записала видео «Ghost» в поддержку своего первого альбома. Стоит отметить, что клип «Ghost» прошёл ротацию на национальном телевидении, как и большинство клипов этой группы.
В скором времени группа Mad Heads начала гастролировать за границей. Четыре раза они появлялись на фестивале Rock’n’Roll Jamboree в Финляндии, трижды принимали участие в фестивале Calella Psychobilly Meeting, который проходил в Испании, а также выступали в России, Польше, Германии, Великобритании, Финляндии, Италии, Швейцарии и Нидерландах. Однажды их пригласили на гастроли в Соединённые Штаты Америки, однако поездку пришлось отменить в связи с возникшими проблемами с визами.
Через два года, в 1998 году, вслед за дебютным альбомом, Mad Heads участвовали в сборнике «1-й Украинский рокабильный фронт», затем последовали выход альбома Mad In Ukraine, а также Naked Flame в 2002 году (оба альбома вышли под лейблом студии Crazy Love Records).
В 2003 году группа выпустила альбом под названием «Контакт», где все песни были исполнены на русском и украинском языках (три первые альбомы были исключительно англоязычные). Изданием альбома занималась компания Comp Music — украинский отдел EMI.
На протяжении многих лет музыка Mad Heads претерпела изменения и вышла за рамки стиля сайкобилли. Тогда музыканты удвоили свой состав при помощи мощной духовой секции, параллельно смешивая свои старые музыкальные идеи со стилем ска, свингом, а также украинской фолковой музыкой.
Так возник новый проект под названием Mad Heads XL. Трио Mad Heads приняло решение о прекращении своей музыкальной деятельности на неопределённый срок и полностью сосредоточилось на новом проекте.
8 декабря 2016 года на концерте, посвящённом 25-летию группы, фронтмен Вадим Красноокий заявил о своём намерении переехать в Канаду для расширения творческих амбиций группы, а также представил публике нового вокалиста Кирилла Ткаченко в качестве замены себе. В сентябре 2017 года стало известно, что Красноокий набрал в Канаде параллельный состав группы Mad Heads; вследствие этого группа существует в двух составах: Mad Heads CA (канадский состав во главе с Вадимом Краснооким) и Mad Heads UA (киевский состав с другим вокалистом).

## Составы группы

### Mad Heads UA
(в 1991—2004, 2013—2017 — Mad Heads; в 2004—2013 — Mad Heads XL)

#### Текущие участники
- Максим Красноокий — контрабас, бас-гитара, бэк-вокал (c августа 1996);
- Валерий Чесноков — тромбон (c декабря 2004);
- Вадим Никитан — труба (c декабря 2004);
- Станислав Семилетов — гитара (с 9 октября 2015);
- Дмитрий Бунтов — ударные (с июля 2017);
- Михаил Безушко — вокал (с 3 ноября 2018).

#### Бывшие участники
- Роман Шаркевич — барабаны (1991—1993)
- Владимир Сталинский — контрабас (1991—1993)
- Евгений Медведь — барабаны (1993—1994)
- Станислав Лисовский — контрабас (1993—1996)
- Богдан Очеретяный — ударные, бэк-вокал (июль 1994—июль 2005)
- Владимир Пушкарь — тромбон (февраль 2004—декабрь 2004)
- Антон Бурыко — труба (февраль 2004—декабрь 2004)
- Максим Кочетов — саксофон (февраль 2004—6 октября 2006)
- Богдан Гуменюк — саксофон, флейта (13 октября 2006—1 января 2009)
- Вадим Красноокий — вокал, гитара (8 декабря 1991—8 декабря 2016)
- Владимир Зюмченко — ударные (июль 2005—июль 2017)
- Кирилл Ткаченко — вокал (8 декабря 2016—октябрь 2018)

### Mad Heads CA

#### Текущий состав
- Вадим Красноокий — вокал, гитара
- Максим Негодин — бас-гитара, бэк-вокал
- Антон Бабич — ударные
- Сергей Чекмак — гитара, бэк-вокал
- Макс Форстер — тромбон
- Ник Маршалл — труба

## Дискография

### Mad Heads
- «Mad Heads Boogie» — MC EP Single-S, Украина. Это — мини-альбом, который был издан в 1995 году на аудио-кассетах, компанией «Single-S». Тираж составил двести тысяч экземпляров, которые были распроданы в течение двух недель [источник не указан 3567 дней].
- «Psycholula», Германия (Сведение и мастеринг осуществлялись на Украине). Это первый студийный альбом группы «Mad Heads», который был выдан в 1996 году компанией «Rostok Records». В 2004 году пластинка была переиздана под лейблом «COMP Music». В переиздание вошёл клип песни «Ghost» (англ. «Привидение»).
- «Chernobilly Attack» (live in St. Petersburg) MC — Manchester Files, Россия. Этот альбом является концертным и был выдан в России, в 1997 году.
- «Mad In Ukraine» , Германия (Переиздание на Украине и в России). Второй альбом группы «Mad Heads», который был выдан в 1998 году, компанией «Rostok Records». В 2004 году пластинка была переиздана под лейблом компании «Comp Music». Переизданный альбом содержит два видеоклипа на песни «Sharks» и «Black Cat».
- «Naked Flame» CD & LP, Германия, Украина. Это — третий альбом группы, который был издан в 2002 году, компанией «JRC». В 2006 году пластинку переиздали под лейблом компании «Comp Music». Переиздание содержит два видеоклипа песен «По Барабану» и «Полетаем». Вся музыка и слова к этому альбому были написаны Вадимом Краснооким, кроме семнадцатой песни «Укупник/Залужна». Аранжировка осуществлялась непосредственно самой группой.
- «Контакт» CD & MC, Украина. Это — четвёртый, и последний, альбом, который был издан группой «Mad Heads» в имеющимся составе. Альбом вышел в 2003 году под лейблом компании «Comp Music».

### Mad Heads XL
- «Надія є»[2], Украина. Альбом стал первой студийной работой обновлённого состава группы «Mad Heads XL». Вышел 24 октября 2005 года под лейблом компании «Comp Music».
- «Найкраща мить. Кращі хіти та балади» — compilation (Найкраща Мить\The Best Moment). Это альбом-сборник, который впервые был выдан в 2007 году компанией «COMP Music» на CD- дисках. В него попали лучшие песни, которые были написаны группой со старым составом «Mad Heads» и уже с обновлённым составом «Mad Heads XL». Специально для альбома «Найкраща мить. Кращі хіти та балади» музыканты написали новую песню под названием «Найкраща мить», которая в свою очередь и послужила названием для всего альбома. На эту песню был отснят видеоклип в Праге. Спустя один год, ограниченным тиражом, вышло специальное переиздание этого сборника, который состоял из CD и DVD. Релиз 2008 года полностью дублирует трек-лист диска, который появился годом ранее. В релиз вошёл DVD со всеми клипами группы. Кроме того, туда вошёл документальный фильм под названием «10.000», который рассказывал о гастролях «Mad Heads» в 2003 году, по странам Западной Европы.
- «Forever», Украина. Это второй студийный альбом группы «Mad Heads XL». Он вышел 27 мая 2008 года под лейблом звукозаписывающей компании «COMP Music».
- «УкраїнSKA», Украина. Третий студийный альбом группы уже в сокращённом составе (впятером), который вышел 25 апреля 2011 года. Туда также вошли бонусные треки «Смерека», «Дубки», «Річенька» и «Цигани».

### Снова Mad Heads
- «8», Украина. Первый альбом группы после возвращения к исходному названию и восьмой в карьере фронтмэна Вадима Красноокого. Вышел 10 октября 2015 года. Работа над альбомом растянулась на четыре года. В этот альбом вошли треки «Весна», «П’ятниця» и «Накрило», которые звучали в теле- и радиоротации в 2012—2013 годах. Также в альбом попали песни: «Новий рік», не вошедшая в предыдущий альбом «УкраїнSKA», и «Куда ведут мечты», написанная во время звукосессий к альбому «Контакт».

## Видеоклипы
| Год  | Название              | Состав                                                               | Альбом           |
| ---- | --------------------- | -------------------------------------------------------------------- | ---------------- |
| 1995 | Mad Heads Boogie      | Красноокий, Лисовский, Очеретяный                                    | Mad Heads Boogie |
| 1995 | Timid Guy             | Красноокий, Лисовский, Очеретяный                                    | Mad Heads Boogie |
| 1996 | Ghost                 | В. Красноокий, Очеретяный, М. Красноокий                             | Psycholula       |
| 1997 | Black Cat             | В. Красноокий, Очеретяный, М. Красноокий                             | Mad in Ukraine   |
| 1998 | Sharks                | В. Красноокий, Очеретяный, М. Красноокий                             | Mad in Ukraine   |
| 2002 | По барабану           | В. Красноокий, Очеретяный, М. Красноокий                             | Naked Flame      |
| 2002 | Полетаем              | В. Красноокий, Очеретяный, М. Красноокий                             | Naked Flame      |
| 2003 | Отрута                | В. Красноокий, Очеретяный, М. Красноокий                             | Контакт          |
| 2003 | Не чекай              | В. Красноокий, Очеретяный, М. Красноокий                             | Контакт          |
| 2004 | Не по пути            | В. Красноокий, Очеретяный, М. Красноокий                             | Контакт          |
| 2004 | Надія є               | В. Красноокий, Очеретяный, М. Красноокий, Пушкарь, Бурыко, Кочетов   | Надія є          |
| 2005 | Смерека               | В, Красноокий, Очеретяный, М. Красноокий, Кочетов, Чесноков, Никитан | Надія є          |
| 2005 | Пісня світла          | В. Красноокий, М. Красноокий, Кочетов, Чесноков, Никитан             | Надія є          |
| 2006 | Автобус буратін       | В. Красноокий, М. Красноокий, Кочетов, Чесноков, Никитан, Зюмченко   | Надія є          |
| 2007 | Найкраща мить         | В. Красноокий, М. Красноокий, Чесноков, Никитан, Зюмченко, Гуменюк   | Найкраща мить    |
| 2007 | А я на морі           | В. Красноокий, М. Красноокий, Чесноков, Никитан, Зюмченко, Гуменюк   | Forever          |
| 2008 | Буває                 | В. Красноокий, М. Красноокий, Чесноков, Никитан, Зюмченко, Гуменюк   | Forever          |
| 2009 | Скринька              | В. Красноокий, М. Красноокий, Чесноков, Никитан, Зюмченко            | Forever          |
| 2010 | Зірки знають          | В. Красноокий, М. Красноокий, Чесноков, Никитан, Зюмченко            | Forever          |
| 2010 | Добре                 | В. Красноокий, М. Красноокий, Чесноков, Никитан, Зюмченко            | Forever          |
| 2011 | Чорні очка            | В. Красноокий, М. Красноокий, Чесноков, Никитан, Зюмченко            | УкраїнSKA        |
| 2011 | Ой, мамо, люблю Гриця | В. Красноокий, М. Красноокий, Чесноков, Никитан, Зюмченко            | УкраїнSKA        |
| 2012 | Весна                 | В. Красноокий, М. Красноокий, Чесноков, Никитан, Зюмченко            | 8                |
| 2012 | П’ятниця              | В. Красноокий, М. Красноокий, Чесноков, Никитан, Зюмченко            | 8                |
| 2013 | Накрило               | В. Красноокий, М. Красноокий, Чесноков, Никитан, Зюмченко            | 8                |
| 2014 | Україна — це ми       | В. Красноокий, М. Красноокий, Чесноков, Никитан, Зюмченко            | 8                |
| 2015 | Пісня сирени          | В. Красноокий, М. Красноокий, Чесноков, Никитан, Зюмченко, Семилетов | 8                |
| 2016 | Час                   | В. Красноокий, М. Красноокий, Чесноков, Никитан, Зюмченко, Семилетов | 8                |